# Jannika B
Jannika Ona Elisabeth Wirtanen, nata Bergroth e conosciuta come Jannika B (Tammisaari, 28 febbraio 1985), è una cantante finlandese.

## Biografia
Nata in una famiglia svedese, Jannika B è figlia di un ingegnere e di un'infermiera. È cresciuta a Kokkola e ha frequentato il liceo a Vaasa. Fino ai 15 anni ha studiato danza, disciplina che ha abbandonato dopo un'audizione deludente all'Opera di Helsinki. Inoltre, ha frequentato lezioni di pianoforte nell'infanzia. Ha frequentato l'Università delle scienze applicate di Kokkola, e ha ottenuto un master in business administration nel 2014. Prima di diventare famosa, è stata direttrice di un punto vendita di abbigliamento e istruttrice in palestra. Ha sposato il musicista rock Toni Wirtanen nel 2013.
Jannika B è salita alla ribalta partecipando prima al talent show Idols nel 2007, e poi alla versione finlandese di The X Factor nel 2009. Nel 2012 ha firmato un contratto con la Sony Music Finland, su cui a inizio 2013 ha pubblicato il suo album di debutto, Kaikki rohkeus. Il disco ha debuttato al 3º posto nella top 50 finlandese e ha venduto più di 10 000 copie a livello nazionale, ottenendo un disco d'oro. A marzo 2013 ha aperto il concerto di Adam Lambert alla Hartwall Arena di Helsinki, e l'estate successiva ha intrapreso la sua prima tournée da solista. Il successo del suo primo disco le ha fruttato una candidatura agli Emma gaala e due agli Iskelmä-gaala.
Nel 2014 la cantante ha pubblicato il suo secondo album, Šiva, che ha raggiunto il 6º posto nella classifica nazionale. L'album è stato accompagnato da un tour nazionale e il suo successo ha portato ad una candidatura agli Emma gaala del 2015 per l'artista dell'anno. Concluso il contratto con la Sony, Jannika B ne ha firmato uno nuovo con The Fried Music, parte del gruppo della EMI Capitol Finland.
Nel 2017 ha partecipato alla quarta edizione della competizione canora di MTV3 Tähdet, tähdet, arrivando seconda. L'anno successivo è stata giudice alla nona edizione di Idols, lo stesso talent show a cui aveva partecipato undici anni prima. A gennaio 2019 ha lanciato la sua linea d'abbigliamento con la società di moda Me&I, e due mesi dopo è uscito il suo terzo album, Toinen nainen, che ha conquistato il 5º posto in classifica e un disco d'oro. L'album è stato seguito dalla terza tournée nazionale della cantante, e le ha fruttato altre due candidature agli Emma-gaala. Nell'autunno del 2019 ha partecipato alla dodicesima edizione di Tanssii tähtien kanssa (la versione finlandese di Ballando con le stelle), finendo seconda insieme al suo partner di ballo Aleksi Seppäsen.

## Discografia

### Album in studio
- 2013 – Kaikki rohkeus
- 2014 – Šiva
- 2019 – Toinen nainen

### Singoli
- 2007 – Så länge vi finns
- 2008 – Du och jag
- 2009 – Du är mitt liv
- 2009 – Kuin kynsi lakattu
- 2010 – Sharpest Last Words
- 2011 – Onnenpäivä
- 2012 – Hulluksi onnesta
- 2012 – Seuraavaan elämään
- 2013 – Pohjanmaan tuulia
- 2013 – Tarttuu muhun
- 2014 – Jääkausi
- 2014 – Itseni herra
- 2014 – Šiva
- 2014 – Äänet ja askeleet
- 2016 – Niagara
- 2016 – Skumppalaulu
- 2017 – Sudenhetkellä
- 2017 – Vantaan kokoinen yksinäisyys
- 2017 – Riisu kokonaan
- 2018 – En luovu susta koskaan
- 2018 – Kaksi jotka pelkää
- 2019 – Aamun takana
- 2020 – Katso mua
- 2020 – Kuusi kuuta ja Saturnuksen renkaat
- 2020 – Opasta mua
- 2020 – Kun minuun kosketat
- 2020 – Ryyppy
- 2020 – Pyyntö
- 2020 – Matkalla manalaan
- 2020 – Sata vuotta
- 2020 – Viimeinen päivä
- 2020 – Valot pimeyksien reunoilla
- 2020 – Joulupukki matkaan jo käy
- 2020 – Meidän Joulu
- 2022 – Mania